# Edmund Sarna
Edmund Sarna (ur. 22 stycznia 1939, zm. 24 października 2007) – polski trener lekkiej atletyki.

## Życiorys
Młodość spędził w katowickiej dzielnicy Szopienice. Ukończył studia w Akademii Wychowania Fizycznego w Krakowie. W 1965 roku przeprowadził się do Kielc, gdzie rozpoczął pracę trenerską – prowadził lekkoatletów Budowlanych, Lechii, AZS Nowi, Łysogór i Nowi-Bis. Od 2005 roku trenował zawodników w Kieleckim Klubie Lekkoatletycznym.
Był trenerem swojej żony Mirosławy. Doprowadził ją m.in. do piątego miejsca w Letnich Igrzyskach Olimpijskich 1968 (Meksyk) i złotego medalu mistrzostw Europy 1969 (Ateny). Ponadto prowadził takich zawodników jak Elżbieta Kapusta, Barbara Kwietniewska, Halina Jop, Ewa Starościak i Wojciech Podsiadło. W 1977 roku został uznany najlepszym trenerem lekkiej atletyki w kraju, a trzy lata później wraz z żoną otrzymali tytuł najlepszej pary trenerskiej w lekkiej atletyce w Polsce.
Był działaczem „Solidarności”, jako członek Międzyzakładowego Komitetu Założycielskiego Niezależnych Samorządnych Związków Zawodowych w Kielcach powstałego 13 września 1980 (jako delegat Liceum Ekonomicznego nr 2 w Kielcach) pracował w dziale interwencji.  Był członkiem Międzyzakładowego Komitetu Założycielskiego NSZZ „Solidarność” w Kielcach, powstałego 3 listopada 1980 – pierwszego zarządu związku w Regionie Świętokrzyskim. W stanie wojennym internowany – przebywał w zakładach karnych – w Kielcach, następnie w Załężu k. Rzeszowa, w Uhercach, ponownie w Załężu  i w Nowym Łupkowie. Stało się to dla niego inspiracją – wówczas rozpoczął pisać wiersze i piosenki polityczne. Po zwolnieniu z internowania w październiku 1982 nauczał wychowania fizycznego w Wyższym Seminarium Duchownym w Kielcach, pracował również Liceum Ekonomicznym nr 2. W 2006 roku został odznaczony krzyżem Semper Fidelis za zasługi dla Polski, służbę dla ojczyzny i demokracji.
W sierpniu 2007 roku stwierdzono u niego nowotwór. Zmarł nad ranem 24 października. Pogrzeb odbył się w kieleckiej katedrze.
Co roku w Kielcach rozgrywany jest Memoriał Edmunda Sarny, czyli mistrzostwa województwa świętokrzyskiego w wielobojach.